# Mike Carroll
 (novembre 2019).
Si vous disposez d'ouvrages ou d'articles de référence ou si vous connaissez des sites web de qualité traitant du thème abordé ici, merci de compléter l'article en donnant les références utiles à sa vérifiabilité et en les liant à la section « Notes et références ».
Pour les articles homonymes, voir Mike Carroll (homonymie) et Carroll.
Mike Carroll, né en 1975, est un skateboarder professionnel américain.
Par son style, il fut de ceux qui rendirent célèbres Plan B Skateboards, la compagnie défunte mais récemment ressuscitée. Après cela, avec son compagnon de Plan B Rick Howard, il fonda Girl Skateboards. Tous deux créèrent également la compagnie de chaussures de skate Lakai.
Carroll fut skater of the year 1994, prix récompensant le skater de l'année, décerné par le magazine Thrasher.